# Tetrapylon

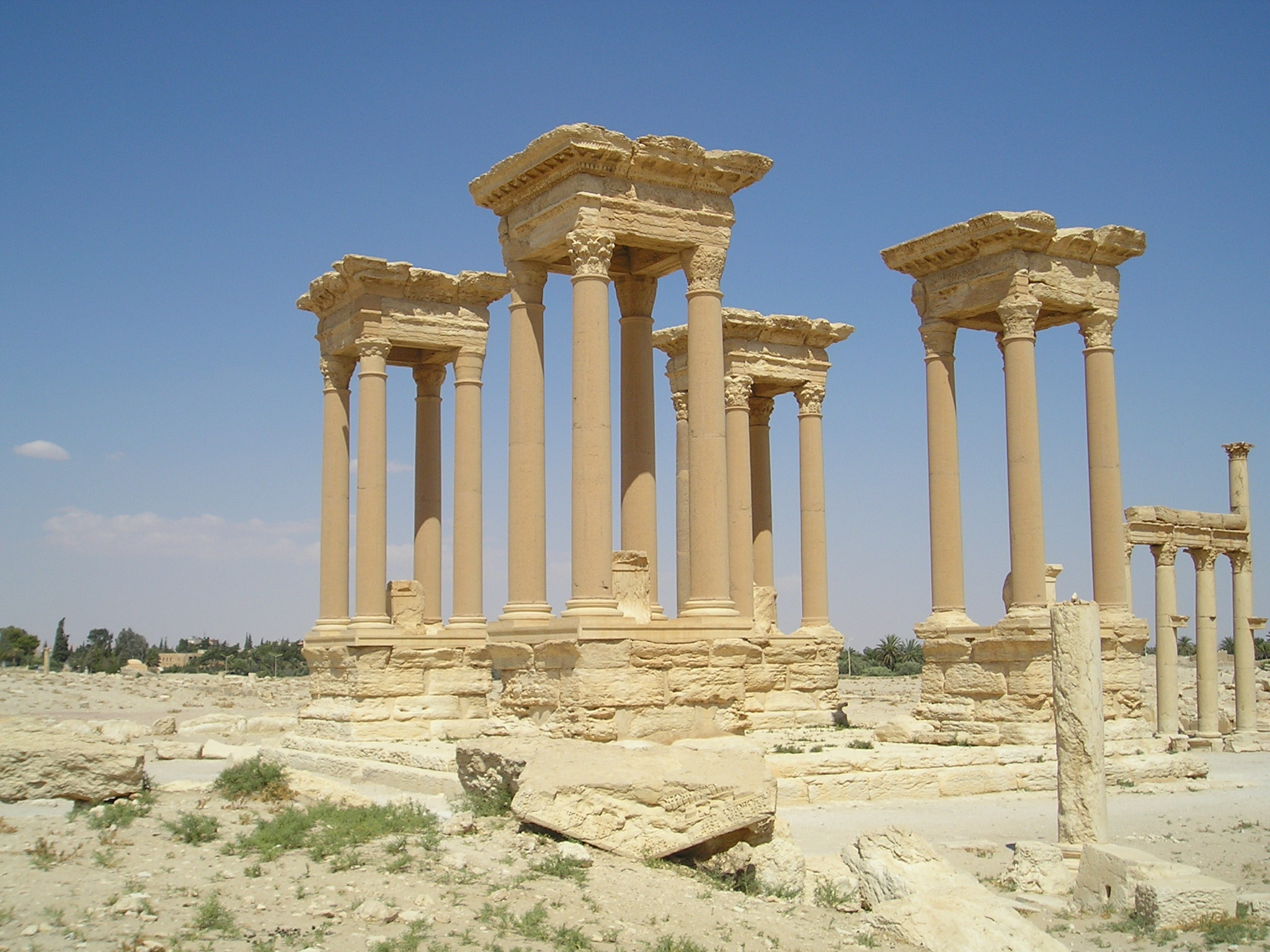
Tetrapylon in Palmyra (2017 zerstört)

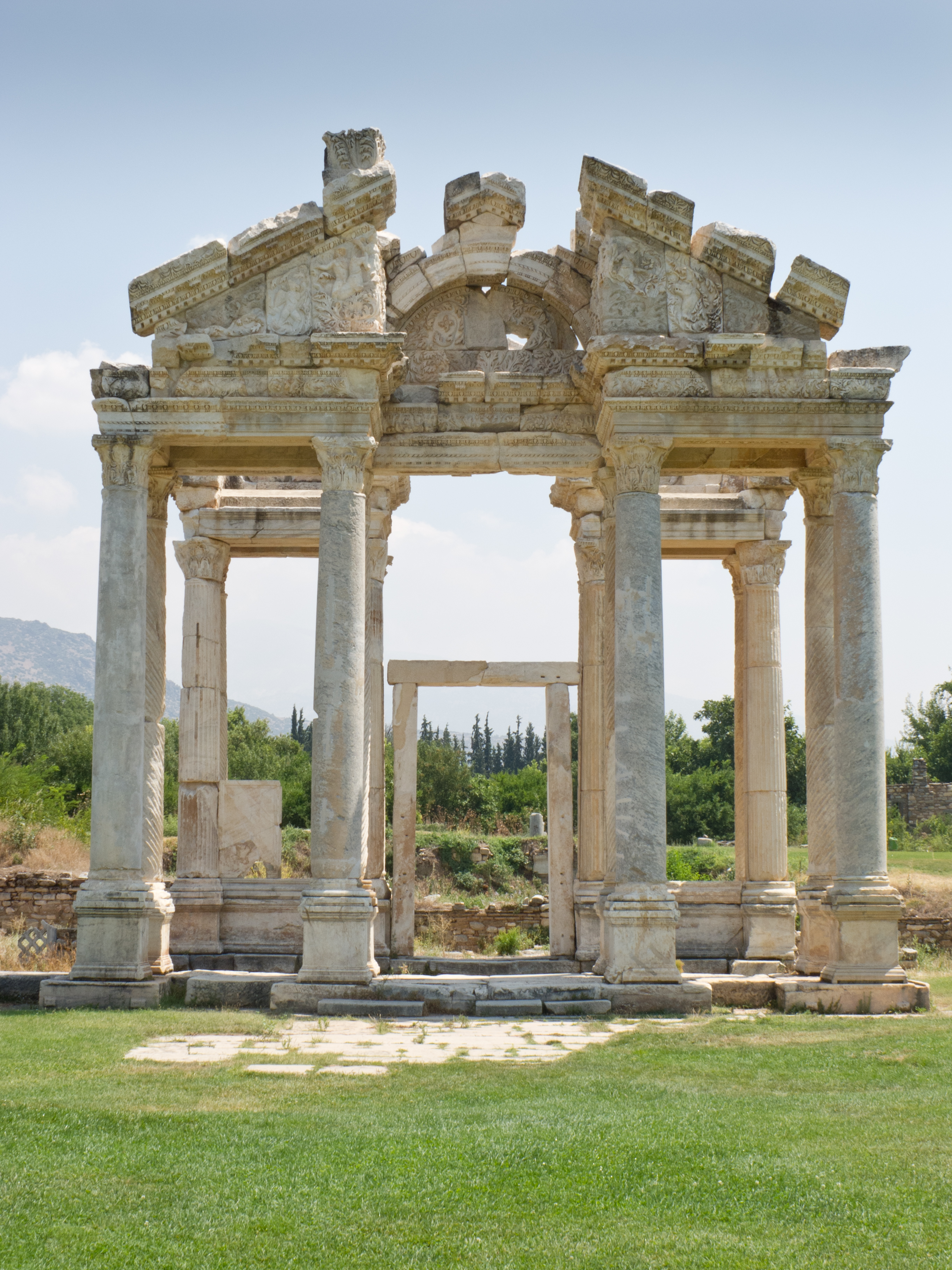
Tetrapylon in Aphrodisias

Ein Tetrapylon (Plural Tetrapyla; von altgriechisch τετράπυλος „viertorig“, lateinisch Quadrifrons „vierstirnig“) ist ein vierseitiges Tormonument, das häufig in der römischen Architektur vorkam. Seine Grundfläche ist meist quadratisch, kann aber auch, wie am Gavierbogen in Verona, rechteckig sein und schmalere Seitendurchgänge besitzen. Die Durchgänge werden entweder von einer Vierergruppe aus Säulen oder von massiven Pfeilern flankiert.
Tetrapyla wurden ab augusteischer Zeit errichtet und fanden bis in konstantinische Zeit Verwendung. Ihre Bauten breiteten sich in dieser Zeit von Italien und dem Westen in der Zeit des frühen Prinzipats nach Nordafrika in der mittleren römischen Kaiserzeit, schließlich in den Osten des Römischen Reiches aus.
Die Bauwerke waren in der römischen Kaiserzeit oftmals im Zentrum der Städte als Betonung von Straßenkreuzungen aufgestellt. Das Tetrapylon im engeren Sinne, auch Tetrakionion genannt, ist hierbei ein aus Säulen gebildetes Bauwerk, bei dem vorkommende Wände eine untergeordnete Rolle spielen. Sie bestehen aus vier Gruppen von Säulen, über denen Gebälke aus Architrav und Fries einen Dachkranz bilden. Von diesen meist aus vier Säulen gebildeten und Tetrakionion genannten Gebäudeteilen, die der Aufnahme von Statuen oder ähnlichem dienten, übertrug sich der Name auf die derart gestaltete Toranlagen insgesamt. Die Dachlösung kann hierbei unterschiedlich gebildet sein. Es kommen in Syrien und Arabien auch Lösungen ohne Überdachung vor. Gut erhaltene Beispiele finden sich vor allem im Osten des Römischen Reiches.

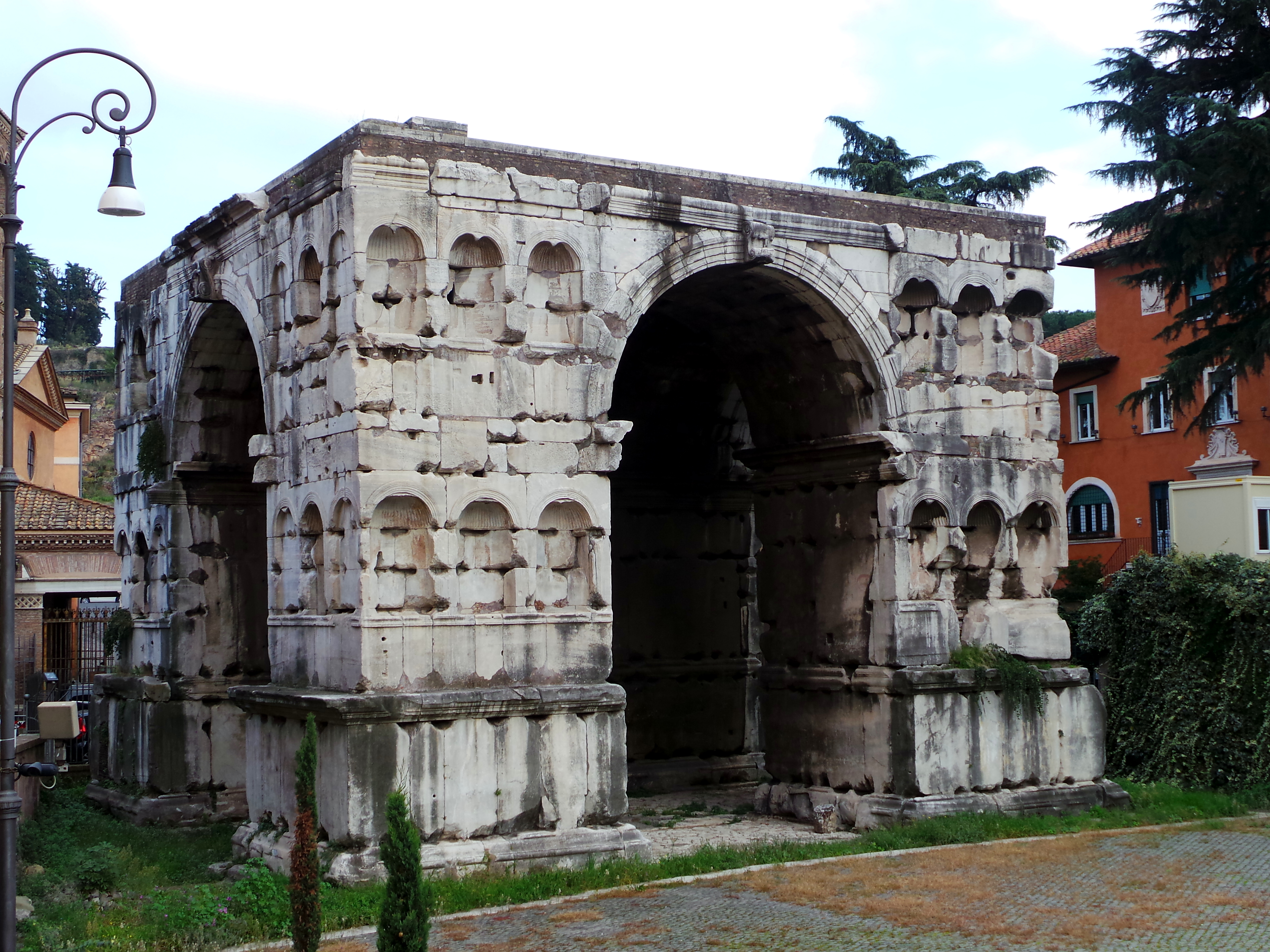
Janusbogen in Rom

Demgegenüber leitet sich der Quadrifrons von der römischen Bogenarchitektur, dem Stadttor oder dem Ehrenbogen, ab. Entsprechend werden seine wichtigsten äußeren Merkmale aus mächtigen rechteckigen oder winkelförmigen Pfeilern gebildet, die durch tonnengewölbte Durchgänge meist in Form von Kreuzgratgewölben verbunden sind. Oftmals bildet eine Kuppel die Dachlösung, doch kommen auch Pyramidendächer vor. Beispiele finden sich in Italien, in Nordafrika sowie im Westen des Römischen Reiches.
Ein Tetrapylon war in der Regel als Torbau oder Ehrenmonument, selten auch als Siegeszeichen geplant. Diente es als Eingangstor in einen umgrenzten heiligen Bereich (Temenos), wird es Propylon genannt.
Bekannte Beispiele sind:
- der Galeriusbogen in Thessaloniki
- der Septimius-Severus-Bogen in Leptis Magna
- das Heidentor bei Carnuntum
- der Janusbogen in Rom
- das Tetrapylon in Capera
- das Tetrapylon in Palmyra
- der Caracallabogen in Tebessa
- der Tetrapylon in Anjar